# نطاش
نَطَّاش (الاسم العلمي Onykia)، جنس حيوانات بحرية مفترسة من الرخويات رأسيات القدم، مزدوجات الخياشيم، عشاريات الجرامز وفصيلة الحباريات خطافيات الشكل.

## الأنواع
الأنواع المعروفة حاليًا في جنس نطاش حسب السجل الدولي للأنواع البحرية:
- Onykia aequatorialis (Thiele, 1920)
- Onykia carriboea Lesueur, 1821
- Onykia indica Okutani, 1981
- Onykia ingens (إدغار سميث, 1881)
- Onykia loennbergii (Ishikawa & Wakiya, 1914)
- Onykia robsoni (Adam, 1962)
- Onykia robusta (Verrill, 1876)